# Dozorne, Bilohirsk
Dozorne (în ucraineană Дозорне) este un sat în comuna Ciornopillea din raionul Bilohirsk, Republica Autonomă Crimeea, Ucraina.

## Demografie
Componența lingvistică a localității Dozorne
     Tătară crimeeană (50,34%)
     Rusă (44,83%)
     Ucraineană (4,83%)
Conform recensământului din 2001, majoritatea populației localității Dozorne era vorbitoare de tătară crimeeană (50,34%), existând în minoritate și vorbitori de rusă (44,83%) și ucraineană (4,83%).